# ジロマニー
ジロマニー （Giromagny）は、フランス、ブルゴーニュ＝フランシュ＝コンテ地域圏、テリトワール・ド・ベルフォール県のコミューン。

## 地理
ジロマニーは、ベルフォールから、バヨン・ダルザス山（アルザス、ロレーヌ、フランシュ＝コンテの境界となっている山）へ向かう途中にある。ベルフォールとはおよそ13km離れている。ヴォージュ山脈のふもとのサヴルーズ谷の入り口にある。まちの平均標高は470mである。

## 歴史
初期、ジロマニーはルジュグットの教区に依存していた。渓谷にある鉱山の開発や、ザクセン、バイエルン、チロルからやってきた鉱山夫たちがフランス語を話せなかったため、1569年にジロマニーはブザンソン司教区に属す新しい教区となった。
ハプスブルク家による銀・鉛・銅鉱山開発とともに中世後期からジロマニーの歴史はさかのぼることができる。その後の領主はローズモン家であった。鉱山の採掘は三十年戦争によって急速に衰退し、18世紀まで続いた。1648年、リシュリュー枢機卿がジロマニー鉱山の所有者となったが、それでもフランス第一帝政まで続いたジロマニーの景気後退を押しとどめることはできなかった。
1813年、ボワジュオル兄弟は機械紡績の技術を取り入れ、1820年には40の紡績業者がキャラコ布を生産していた。その後、蒸気機関の導入によって不安定なサヴルーズ川からの水の供給を補えるようになり、機械紡績が行えるようになった。1868年、ボワジュオルの各工場では1000人以上が雇用され、1882年には310台の織機で麻、亜麻、綿の織物が織られていた。1881年には、製材工場、皮なめし工場、タイル工場を含め3156人の人口があった。
1883年、ジロマニーがベルフォール＝パリ路線の鉄道で結ばれると、繊維産業に用いられる石炭、蒸気機関が供給され繊維製品が輸出されるだけでなく、4年後には年間4万人もの乗客を運ぶようになった。道路輸送との激しい競争によって、鉄道での旅客輸送は1938年に廃止された。新しい繊維製造は1958年に中止され、1978年に工場が廃止された。

### ジロマニーの郵便史コレクション
ジロマニーの郵便史コレクションは、1870年の普仏戦争と、所属する県が変わった痕跡をとどめている。
1843年にジロマニーに郵便局が開設されたとき、オー＝ラン県に属していた。1870年の戦争後、ジロマニーはテリトワール・ド・ベルフォールに属するようになったが、郵便局は日付印にかつての県の名を残したままだった。

## 人口統計
| 1857年 | 1982年 | 1990年 | 1999年 | 2006年 |
| ------ | ------ | ------ | ------ | ------ |
| 2 166  | 3 156  | 3 226  | 3 300  | 3 281  |